# Mikoyan-Gurevich MiG-25
El Mikoyan-Gurevich MiG-25 (en ruso: МиГ-25, designación OTAN: Foxbat) es un avión de reconocimiento e interceptor de alta velocidad diseñado y producido en la Unión Soviética por la oficina de diseño (OKB) Mikoyan-Gurevich. Voló por primera vez en 1964 y entró en servicio en 1970. Posee una velocidad máxima continua de Mach 2,83 (3200 km/h), aunque puede alcanzar Mach 3,2 (3600 km/h), pero con riesgo de dañar los motores. Está equipado con un radar de gran potencia y cuatro misiles aire-aire. El MiG-25 causó conmoción entre los analistas militares y observadores occidentales y provocó el desarrollo del F-15 Eagle.
La producción de la serie MiG-25 terminó en 1984, después de completar 1186 aviones. Un símbolo de la Guerra Fría, el MiG-25 voló con aliados soviéticos y antiguas repúblicas soviéticas, permaneciendo en servicio limitado en varios clientes de exportación. Es uno de los aviones militares con mayor techo de vuelo y el segundo avión más rápido producido en serie después del avión de reconocimiento SR-71, que fue construido en cantidades muy pequeñas en comparación con el MiG-25. En el presente, el MiG-25 sigue siendo el avión más rápido tripulado producido en serie en uso operacional y el avión más rápido para vuelos de borde de espacio a clientes civiles.

## Desarrollo

### Origen
Durante la Guerra Fría, las Fuerzas de Defensa Aéreas Soviéticas, PVO (que no debe confundirse con la Fuerza Aérea Soviética, VVS) recibieron la tarea de defensa aérea estratégica de la URSS. En las décadas posteriores a la Segunda Guerra Mundial, esto significó no solo lidiar con violaciones accidentales de la frontera, sino también defender el vasto espacio aéreo de la URSS contra los aviones de reconocimiento de los EE. UU. Y los bombarderos estratégicos que llevan bombas nucleares de caída libre. El rendimiento de estos tipos de aviones fue mejorado constantemente. Los sobrevuelos realizados por el estadounidense Lockheed U-2 a muy alta altitud a fines de la década de 1950 revelaron la necesidad de un avión interceptor de mayor altitud que el disponible actualmente.
Los subsistentes Boeing B-47 Stratojet y Boeing B-52 Stratofortress estratégicos fueron seguidos por el Mach 2 Convair B-58 Hustler, con el Mach 3 North American XB-70 Valkyrie en el tablero de dibujo en ese momento. Se requirió una actualización importante en el sistema de defensa de la PVO y, a principios de 1958, se emitió un requisito para los interceptores tripulados capaces de alcanzar los 3.000 km/h (1.864 mph) y alturas de hasta 27 km (88.583 pies). Mikoyán y Sukhoi respondieron.
El OKB Mikoyan-Gurevich había estado trabajando en una serie de interceptores durante la segunda mitad de la década de 1950: I-1, I-3U, I-7U, I-75, Ye-150, Ye-150A, Ye-152, Ye-152A, Ye-152P y Ye-152M. El Ye-150 fue notable porque fue construido específicamente para probar el motor Tumansky R-15, dos de los cuales se usarían más tarde para el MiG-25. Esto llevó a Ye-152, conocido también como Ye-166, que estableció varios récords mundiales. El Ye-152M (convertido de uno de los dos aviones Ye-152) fue pensado para ser el diseño definitivo de interceptor pesado. Pero antes de que terminara, la PVO había seleccionado el Tupolev Tu-128. Como el trabajo en el MiG-25 estaba en marcha, el Ye-152M de un solo motor fue abandonado.

### Diseñando un nuevo interceptor

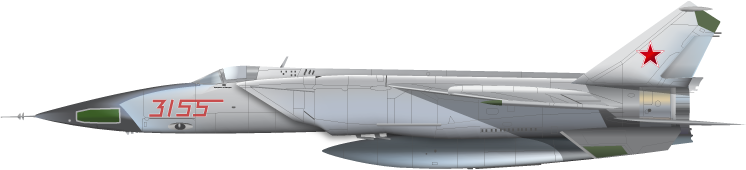
Mikoyan Ye-155 (prototipo MiG-25) prototipo de reconocimiento 1964.

El trabajo en el nuevo interceptor soviético que se convirtió en el MiG-25 comenzó a mediados de 1959, un año antes de que la inteligencia soviética se enterara de la aeronave de reconocimiento estadounidense con capacidad Mach 3, Lockheed A-12. No está claro si el diseño fue influenciado por el A-5 Vigilante estadounidense.
La oficina de diseño estudió varios diseños posibles para el nuevo avión. Uno tenía los motores ubicados uno al lado del otro, como en el MiG-19. El segundo tenía una disposición escalonada con un motor en medio del fuselaje, con el escape debajo de éste, y el otro en su popa. El tercer proyecto tenía una disposición de motor similar a la del English Electric Lightning, con dos motores apilados verticalmente. Las opciones dos y tres fueron rechazadas porque el tamaño de los motores significaba que cualquiera de ellos daría lugar a un avión muy alto que complicaría el mantenimiento.
También se rechazó la idea de colocar los motores en las góndolas subyacentes debido a los peligros de cualquier asimetría de empuje durante el vuelo. Habiendo decidido la configuración del motor, se pensó en darle a la máquina alas de geometría variable y un segundo miembro de la tripulación, un navegador. La geometría variable mejoraría la maniobrabilidad a velocidad subsónica, pero a costa de reducir la capacidad del tanque de combustible. Debido a que la aeronave de reconocimiento operaría a alta velocidad y gran altitud, la idea pronto se abandonó. Otra idea interesante pero poco práctica fue mejorar el rendimiento de campo utilizando dos turborreactores de elevación RD36-35. El despegue y el aterrizaje verticales permitirían el uso de pistas dañadas durante la guerra y se estudiaron en ambos lados del Telón de acero. El problema perenne con los motores dedicados a la elevación vertical es que se convierten en un mero peso muerto en vuelo horizontal y también ocupan espacio en el fuselaje necesario para el combustible. El interceptor MiG necesitaría todo el combustible que pudiera obtener, por lo que se abandonó la idea.
El primer prototipo fue una variante de reconocimiento, designada como Ye-155-R1, que realizó su primer vuelo el 6 de marzo de 1964. Tenía algunas características que eran exclusivas de ese prototipo, y algunas de ellas eran muy evidentes visualmente: las alas tenían la punta del ala fija. Los tanques (capacidad de 600 litros) a los que se unían pequeñas aletas por motivos de estabilidad, pero cuando se descubrió que el combustible que goteaba en los tanques causaba vibraciones, se eliminaron. La aeronave también tenía accesorios para anteplanos móviles, canards, para ayudar con el control de inclinación a alta velocidad (las provisiones para canards se habían instalado previamente, pero no se usaron, en el Ye-152P).
El primer vuelo del prototipo interceptor, Ye-155-P1, tuvo lugar el 9 de septiembre de 1964. El desarrollo del MiG-25, que representó un gran avance en la aerodinámica soviética, la ingeniería y la metalurgia, tomó varios años más.
El 9 de julio de 1967, el nuevo avión fue mostrado al público por primera vez en el salón aeronáutico de Domodedovo, con cuatro prototipos (tres cazas y un avión de reconocimiento) haciendo un vuelo aéreo.

## Diseño
El MiG-25 es un caza de alto desempeño específicamente ideado para operar a gran altura contra bombarderos y misiles crucero con el apoyo de las redes de radares soviéticas/rusas, teniendo una limitada capacidad operando sin apoyo electrónico apropiado.
La mayor parte de la aviónica a bordo del avión está basada en válvulas de vacío, en lugar de electrónica de estado sólido. A pesar de ser tecnología antigua, las válvulas de vacío son más tolerantes a las temperaturas extremas. Además, son más fáciles de reemplazar en los remotos campos aéreos del norte, donde los sofisticados componentes transistorizados podían no estar siempre disponibles. El uso de válvulas de vacío daba al radar Smerch-A original ("Tornado", llamado por la OTAN "Foxfire") una enorme potencia, de alrededor de 600 kilovatios, lo que lo hacía muy resistente al efecto de EMP en caso de, por ejemplo, un ataque nuclear. Ha sido el más potente jamás instalado en un caza.[cita requerida]
El avión está esencialmente construido alrededor de dos gigantescos turborreactores Tumansky R-15B, de 73,5 kN de empuje en seco y un alto consumo de combustible. Se usó titanio en las zonas críticas del fuselaje, y podía ser fabricado en forma rápida. Estas características permitieron la producción en masa de este avión, saliendo 1.190 de las líneas de producción (comparados con los escasos 32 del más avanzado y complejo Lockheed SR-71 estadounidense). El MiG-25 fue utilizado extensivamente por la Fuerza Aérea Soviética, la PVO (Defensa Antiaérea Soviética), y por un selecto número de países aliados a Moscú.
La variante de reconocimiento del MiG-25 ha sido utilizada extensivamente por varias fuerzas aéreas del mundo con gran éxito. Entre éstas las más notorias han sido las fuerzas áreas soviética (VVS)/rusa y la India. En este respecto, el MiG-25RB es comparable al SR-71 que solía utilizar la USAF.
Durante varios años los MiG-25 árabes volaron sobre los cielos israelíes, alcanzando a veces velocidades de hasta Mach 3. No fue hasta la llegada del F-15 Eagle a Israel cuando se logró mantener fuera de sus cielos al MiG-25.
Las naciones occidentales descubrieron las verdaderas capacidades del avión en 1976, cuando el piloto soviético Víktor Belenko desertó con su MiG-25 al Japón, hecho conocido como el Caso Belenko.

### Rompedor de marcas
La oficina de diseño Mikoyan-Gurevich pronto se dio cuenta de que el desempeño del nuevo avión tenía un gran potencial para establecer nuevos registros de vuelo. Además de sus funciones normales, los prototipos Ye-155-P1, Ye-155-R1, Ye-155-R3 se hicieron más livianos eliminando algunos equipos que no eran necesarios, y se utilizaron para estos intentos. Bajo la clasificación de la Federación Aeronáutica Internacional, el Tipo Ye-155 pertenecía a la Clase C1 (III), que específica aviones reactores terrestres con peso máximo al despegue ilimitado. Entre los registros se incluye:
- El primer registro reclamado fue el de velocidad sin carga útil y con carga útil de 1000 y 2000 kilogramos. El piloto de pruebas Aleksandr Fedótov alcanzó una velocidad promedio de 2319,12 km/h en un circuito de 1000 km el 16 de marzo de 1965.[2]

- Velocidad pura sin carga útil. El piloto de pruebas Mijaíl M. Komarov alcanzó un promedio de 2981,5 km/h en un circuito cerrado de 500 km el 5 de octubre de 1967.[2] El mismo día, A. Fedótov alcanzó una altitud de 29.977 metros con una carga útil de 1000 kilogramos.[3] En su momento, el MiG fue el primer avión en superar los 35000 m.[3]

- El 4 de junio de 1973 Borís A. Orlov batió una marca al alcanzar los 20.000 m en 2 min 49,8 s El mismo día, Piotr Ostápenko alcanzó los 25.000 en 3 min 12,6 s, y 30.000 m en 4 min 3,86 s[3]

- El 25 de julio de 1973, A. Fedótov alcanzó los 35.230 m con una carga de 1000 kg, y 36.240 m sin carga útil (una marca absoluta).[3] En el aire enrarecido, los motores se apagaron y el avión siguió una trayectoria balística por inercia. En el vértice de dicha trayectoria, la velocidad se había reducido a 75 km/h.

- Unos pocos años después, el 31 de agosto de 1977, el "Ye-266M" al mando del jefe de pilotos de prueba del OKB MiG, Aleksandr V. Fedótov, estableció la marca absoluta de altitud para aviones a reacción por sus propios medios,[4] alcanzando 37.650 m en Podmoskovnoye, URSS (la marca de altitud absoluta es diferente de la marca de altitud sostenida en vuelo horizontal). El avión era un MiG-25RB re-motorizado con las turbinas R15BF2-300, más potentes. Formaba parte del programa para mejorar la velocidad máxima, que dio como resultado el prototipo MiG-25M.[5]

Se reclamaron 29 marcas, varias de ellas aún se mantienen.

## Cronología

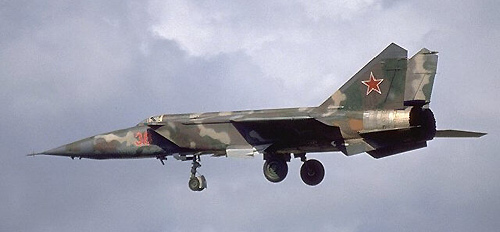

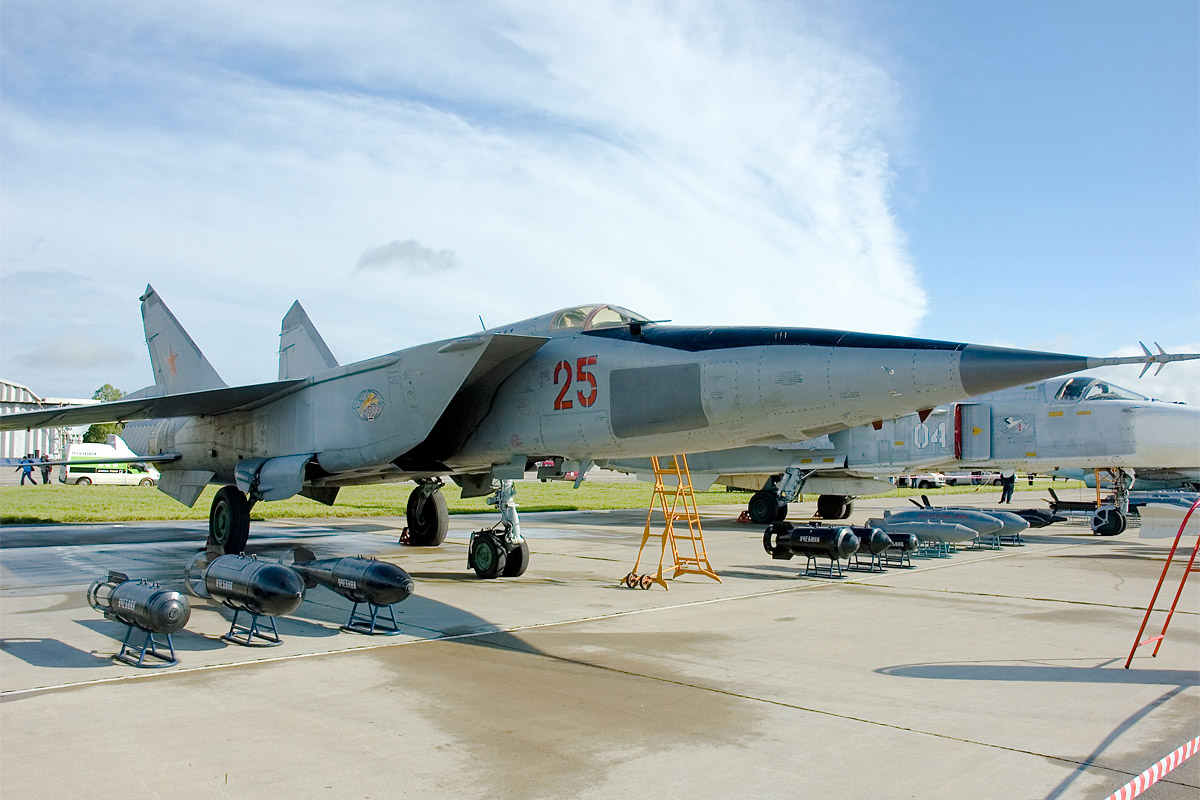
MiG-25RB de la Fuerza Aérea Rusa.

- 1959: Mikoyán comienza el diseño de un caza capaz de interceptar al entonces futuro bombardero supersónico pesado estadounidense North American XB-70 Valkyrie, que se transformarían más tarde en el Ye-155.
- 1960: la PVO y VVS se interesan por el Mikoyan Ye-155. Las versiones de reconocimiento e intercepción, con una velocidad máxima requerida de 3000 km/h se ajustan a las características del prototipo, por lo que se utiliza el mismo modelo para las dos versiones.
- 1961: en febrero Mikoyán es oficialmente asignado al desarrollo del Ye-155P y el Ye-155R.
- 1962: se construye la maqueta del Ye-155R. Los requerimientos de la fuerza aérea para el Ye-155R son comunicados en septiembre.
- 1963: requerimientos para el Ye-155P suministrados el 15 de junio. El primer prototipo del Ye-155R se completa en diciembre y se envía a Zhukovsky.
- 1964: el prototipo Ye-155R vuela por primera vez el 6 de marzo, mientras que el Ye-155P lo hace el 9 de septiembre.
- 1965: primer MiG-25 de preproducción hecho en Gorki.
- 1967: el MiG-25R completa la fase de pruebas A. El avión se da a conocer en Occidente, causando bastante preocupación entre los países miembros de la OTAN.
- 1968: el MiG-25P completa casi en su totalidad la fase de pruebas B. Se ordena el comienzo de la producción en serie.
- 1969: los primeros MiG-25R son enviados a escuadrones operacionales.
- 1970: el 28 de abril se firma el acta de entrada en servicio del MiG-25P. Comienza la producción del MiG-25RB (reconocimiento/bombardeo), que esta operacional en diciembre.
- 1971: los MiG-25P de producción son suministrados a la fuerza aérea.
- 1972: el 13 de abril el MiG-25P entra oficialmente en servicio con la fuerza aérea.
- 1976: el 4 de noviembre comienza el programa de mejora MiG-25PD como consecuencia de la deserción de Víktor Belenko.
- 1978: el MiG-25PD vuela y rápidamente comienza su producción.

### El caso Belenko
El 6 de septiembre de 1976, el entonces teniente Víktor Ivanovich Belenko, piloto de un MiG-25 Foxbat del 513 Regimiento de Caza del Comando de Defensa Aérea Soviética, emplazado en la base de Sajárovka en Siberia, desertó con su avión hasta el aeropuerto de Hakodate al norte del Japón (en la isla de Hokkaido). Para entonces fue la primera vez que Occidente, podía ver de cerca este avanzado caza e interceptor, al cual temieron durante muchos años y consideraban el mejor interceptor en el mundo.
El avión fue cuidadosamente desarmado y detalladamente inspeccionado, por autoridades estadounidenses y niponas. Al teniente Belenko posteriormente se le dio asilo en los Estados Unidos pero tuvo que soportar cinco meses de preguntas e interrogatorios. El caza fue analizado por la División de Tecnología Extranjera de la USAF en Dayton (en el estado de Ohio) y los resultados obtenidos, tras el exhaustivo análisis al que fue sometido durante meses, fueron realmente sorprendentes.
Este ejemplar, de avión caza de gran tamaño y capacidad de combate, había sido fabricado en febrero de 1976, por lo cual, Occidente contaba con un modelo actualizado para entonces. Estaba construido a base de aleaciones de acero y se hizo poco uso del titanio, siendo este de mayor presencia en las áreas que debían soportar más calor durante los vuelos supersónicos.
El fuselaje y las alas del avión fueron soldadas a mano, y las cabezas de los remaches no eran expuestos en las áreas de mayor resistencia aerodinámica. Con respecto a la cabina, se determinó que la visión delantera del piloto era muy deficiente. Todo esto, más los sistemas internos, daban al avión un peso total de 29.180 kg, por lo que los diseñadores soviéticos, se vieron obligados a eliminar un sistema de eyección del piloto.
Sobre la amenaza que suponía el MiG-25 para el Lockheed Blackbird SR-71, el teniente Belenko calmó a los estadounidenses, alegando que los MiG-25 no podían interceptar a los SR-71 por varias razones: este vuela demasiado alto y demasiado rápido, y el MiG-25 no podía alcanzarlo o interceptarlo durante tanto tiempo de vuelo. A los misiles les falta velocidad para alcanzar a los SR-71 y, en caso de lanzar un misil guiado por calor, su sistema de guía era incapaz de ajustarse a la alta velocidad de los SR-71, situación que provocó el posterior diseño del más avanzado MiG-31 (el cual, no obstante, sería un derivado directo del MiG-25).
El 12 de noviembre de 1976, 67 días después de la deserción del teniente Víktor Belenko en su MiG-25 al Japón, este fue devuelto a la entonces Unión Soviética en partes desarmadas.

## Operadores

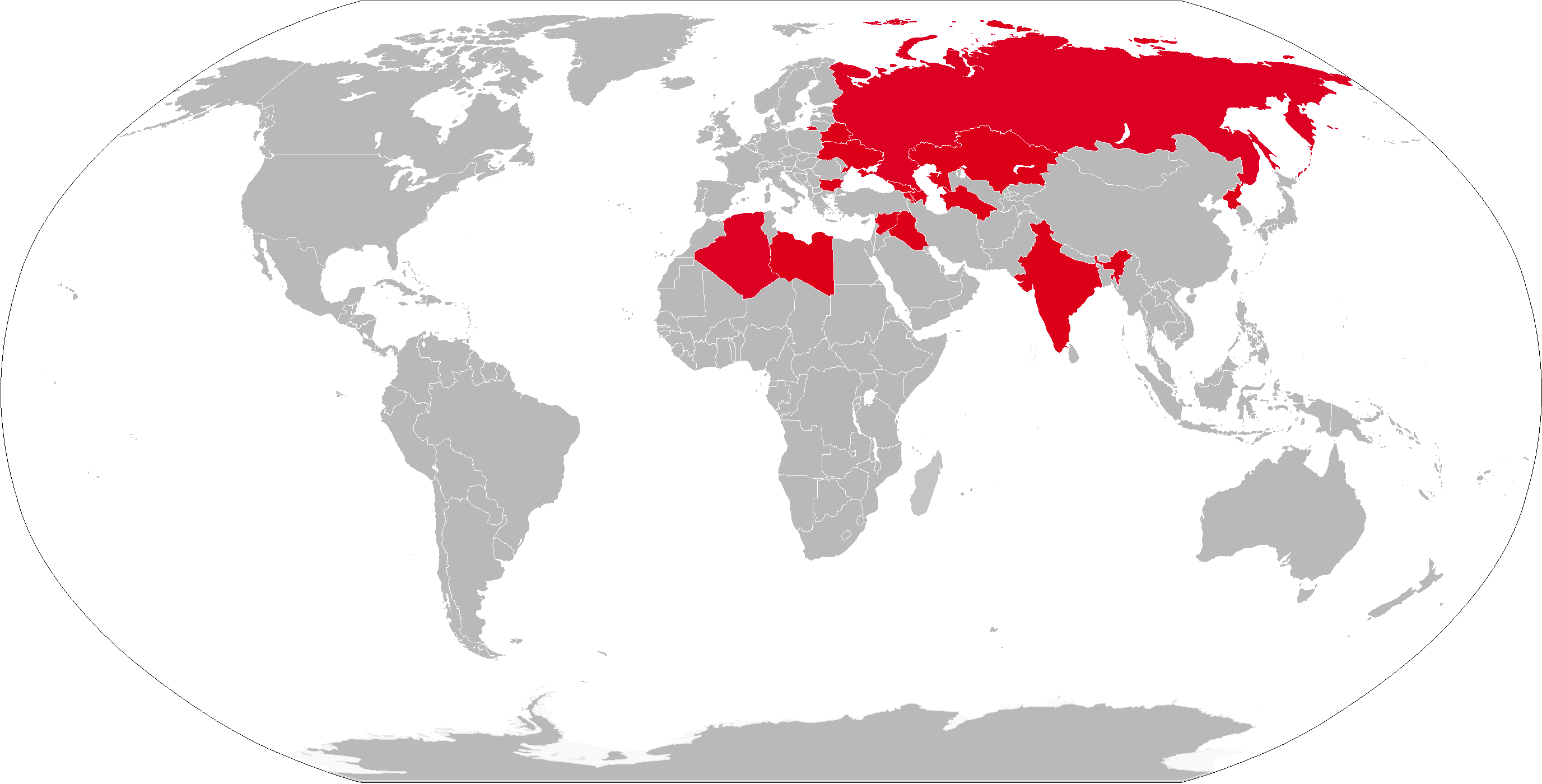
Países que tienen en servicio aviones MIG-25 en 2010.
Antiguos operadores.

- Rusia: 146 en inventario en 2001. Dados de baja.
- Argelia: 16 MiG-25PD y MiG-25PU biplazas, y probablemente 4 MiG-25RB. Dados de baja.
- Armenia: 1
- Azerbaiyán: 19
- Libia: 30 interceptores MiG-25PD, 5 MiG-25RU y 5 MiG-25RB. Dados de baja.
- Siria: 30 MiG-25PD, 5 MiG-25PU y 8 MiG-25RB. Estado desconocido.
- India: 6 MiG-25RB y 2 MiG-25RU. Dados de baja.
- Irán: Número y estado desconocido.
- Irak: 20 MiG-25PDs y 8 MiG-25RB. Dados de baja.
- Bulgaria: 4 MiG-25RB. Dados de baja.

## Historia operacional

### URSS

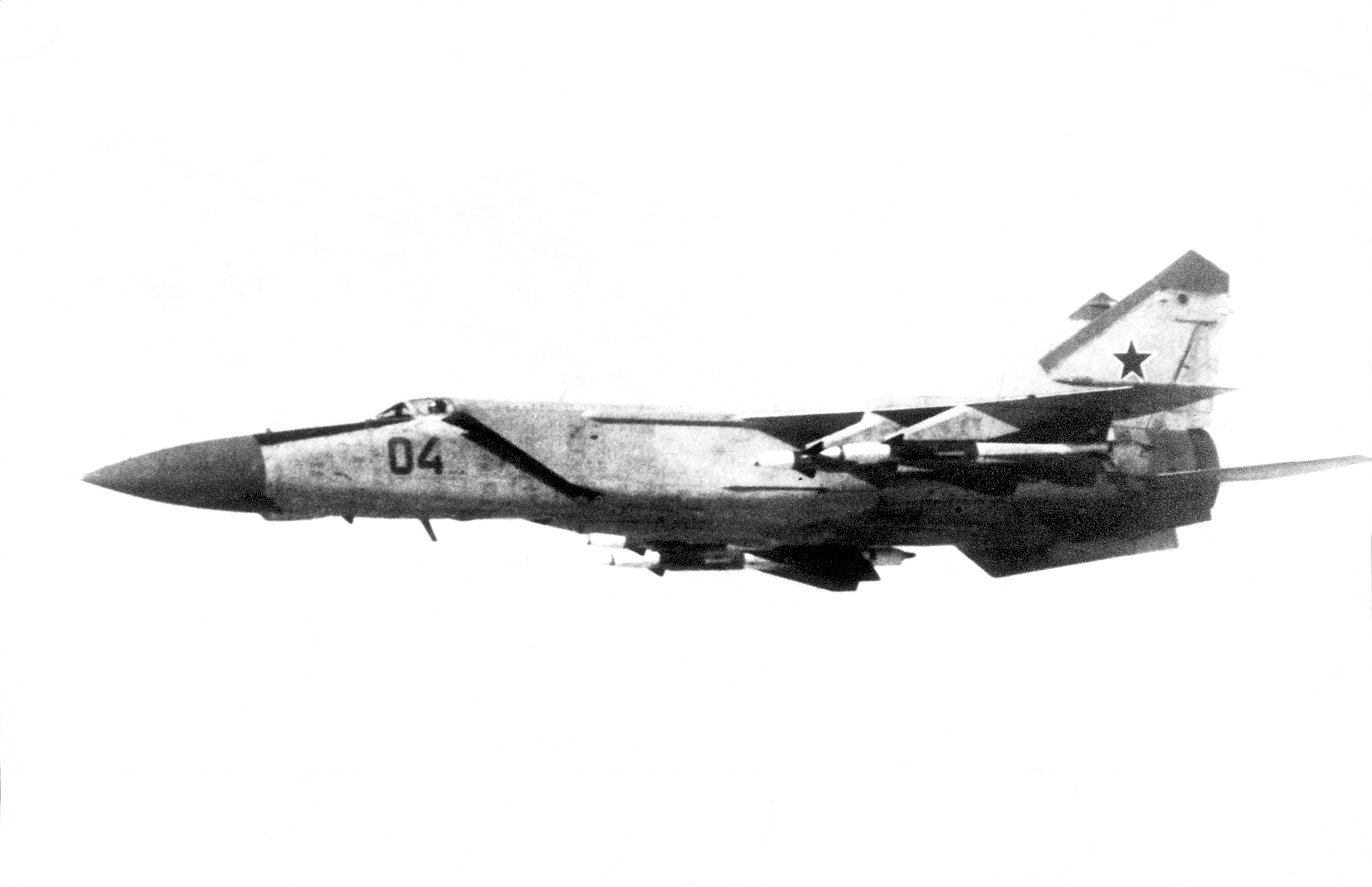
Un MiG-25PDS soviético con misiles aire-aire R-40

Muchas veces, en los años 1960 y principios de los 1970, los MiG-25 volaban pegados a la frontera con Alemania Occidental, cuando los británicos despachaban interceptores English Electric Lightning, por entonces uno de los más potentes interceptores de la OTAN, esperaban a que se pusiesen a su par, para luego comenzar a trepar.
Obviamente había un momento en el que el avión británico alcanzaba su techo de vuelo y tenía que estabilizarse, en este justo instante los pilotos del MiG-25, tras realizar la señal del dedo levantado, encendían la poscombustión y seguían trepando haciendo maniobras.
La versión B desarmada tuvo un impacto mayor que el interceptor cuando la URSS envió dos MiG-25R y dos MiG-25RB a Egipto en marzo de 1971 y se mantuvo hasta julio de 1972. Fueron operados por el 63° Escuadron Independiente de Reconocimiento Soviético (Det 63), que se estableció para esta misión. El primer vuelo se efectuo sobre aguas internacionales recorriendo toda la costa mediterránea de Israel, Con todo el Det 63 sobrevoló el Sinaí ocupado en misiones de reconocimiento aproximadamente once veces. Los vuelos se realizaron en pares a máxima velocidad y altitud, entre 17 000 y 23 000 m. El 6 de noviembre de 1971, un F-4E israelí se encontró con un MiG-25 soviético que operaba desde Egipto y volaba a Mach 2,5 y fue atacado sin éxito. Un MiG-25 fue rastreado volando sobre el Sinaí en Mach 3,2 durante este período, velocidad máxima teórica que ocasionó que sus motores resultaran irreparablemente dañados. El fabricante consideraba que 2,83 Mach era la máxima velocidad alcanzable sin comprometer los motores, y aun así solo durante cinco minutos. El Det 63 fue enviado de vuelta a casa en abril de 1972.
Durante la década de 1970, la fuerza aérea soviética realizó vuelos de reconocimiento en todo Irán utilizando su avión MiG-25RBSh en respuesta a operaciones conjuntas de reconocimiento Estados Unidos-Irán.
La Fuerza Aérea Sueca observó los MiG-25 soviéticos de la Defensa Aérea a través de un radar que realizaba intercepciones regulares a 19 000 m y 2,9 km detrás del Lockheed SR-71 Blackbird a 22 000 m sobre el mar Báltico en la década de 1980.

#### Operaciones en China
Ocho MiG-25R fueron adaptados para hacer vuelos de reconocimiento en China y medir radiaciones emitidas durante las pruebas nucleares que este país llevaba a cabo. Estos aparatos fueron designados MiG-25RR.

#### Combates e incursiones en Egipto

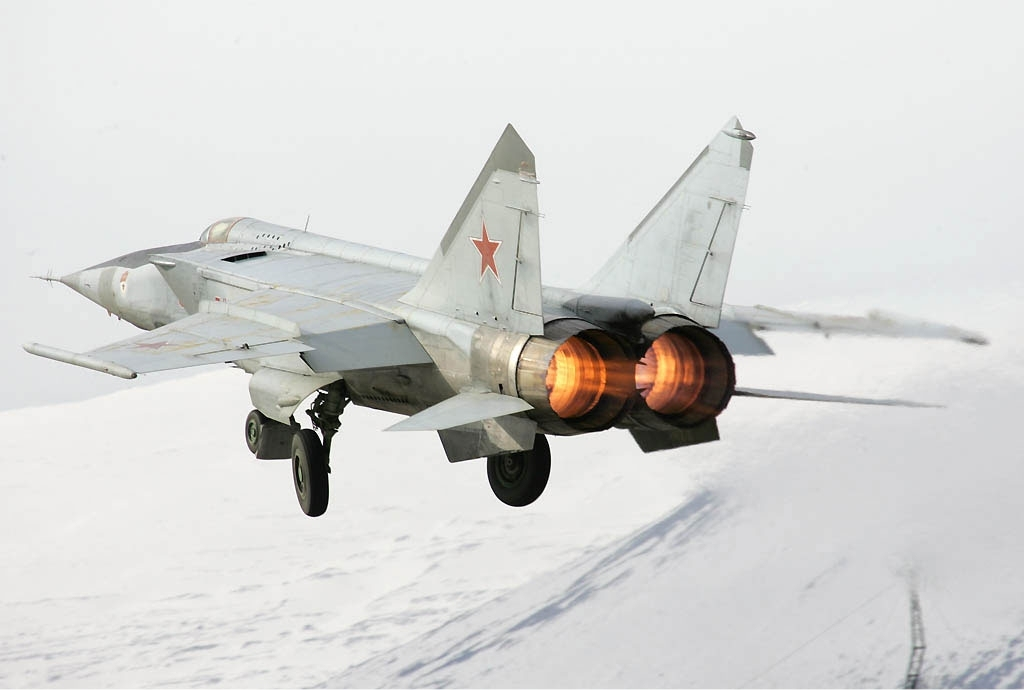
MiG-25RBS

La fuerza aérea soviética decide enviar un escuadrón de MiG-25 a Egipto, a pesar de correr el riesgo de perder alguno y con ello darle a los Estados Unidos acceso a la tecnología empleada. Por otra parte, se quería probar el MiG-25 en una situación de combate real.
En marzo de 1971 cuatro MiG-25 fueron trasladados a la capital egipcia de El Cairo a bordo de los gigantescos aviones de transporte de turbohélice Antonov An-22. De estos 4 aparatos, 2 son versiones de reconocimiento y los otros 2 de reconocimiento y bombardeo. Este destacamento se instala en la base Cairo-Oeste y pasa a denominarse Regimiento de Aviación Separada 63. La base dispone de protección SAM (S-75 y S-125) y de cazas MiG-21, que protegen a los MiG-25 en las fases de despegue y aterrizaje.En ambos casos los sistemas de armas eran operados exclusivamente por personal soviético.
La primera misión se ejecutó el 10 de octubre. Dos MiG-25 volaron por el mar Mediterráneo en paralelo a una velocidad de Mach 2,5 a tan solo 27 kilómetros del espacio aéreo de Israel, y dos F-4 Phantom II de la Fuerza Aérea Israelí intentaron interceptarlos sin éxito.
El 6 de noviembre de 1971 un MiG-25 se adentró en el territorio israelí para realizar un vuelo de reconocimiento sobre las posiciones defensivas israelíes en el área del Paso de Mitla. Esta vez, los israelíes estaban mejor preparados e hicieron despegar a dos F-4 aligerados. Aun así, el MiG-25 consiguió terminar su misión. Los F-4, en plena trepada y a 13 300 metros de altitud, dispararon misiles AIM-7E al MiG-25, que volaba a unos impresionantes 23 100 metros. Los sensores que detonaban los misiles cuando el blanco estaba a determinada distancia no pudieron ajustarse a la elevada velocidad del MiG-25 y en el momento de explotar el MiG-25 se había alejado lo suficiente como para evitar posibles daños.
El 10 de marzo de 1972 dos MiG-25 volvieron  a volar sobre la península de Sinaí y tomaron fotografías de la base de Refidim, cerca de Bir Gafgaza. La última misión de los MiG-25 se realizaría el 16 de mayo de este mismo año, sobrevolando de nuevo la región del Sinaí desde Puerto Saíd hasta Sharm el Sheikh y tomando fotografías de posiciones defensivas establecidas en esta región. En julio de ese mismo año, el presidente egipcio Anwar el-Sadat lanzó un ultimátum a los soviéticos, dándoles las opciones de venderle más MiG-25 a su gobierno o, en su defecto, los forzaría a abandonar Egipto. Como consecuencia, el 16 de julio los MiG-25 fueron enviados de regreso a la Unión Soviética.
Los Foxbats de reconocimiento operados por los soviéticos regresaron a Egipto del 19 al 20 de octubre de 1973, durante la guerra de Yom Kipur, durante el momento más alto de tensión entre los árabes e israelíes, concretamente el 154 Escuadrón independiente de reconocimiento. Fuentes rusas (Sputnik) mencionan que un MiG-25 voló sobre la capital israelí de Tel Aviv, para ese momento los MiG-25 nunca habían entrado tal lejos en Israel. En ese momento, dos interceptores Mirage IIICJ de la Fuerza Aérea Israelí despegaron para darle caza a tal avión desconocido (en aquel momento el MiG-25 era desconocido para Occidente, a pesar de que claramente se trataba de un avión soviético). Los Mirage III no lograron interceptarlo y el avión siguió dando vueltas sobre la ciudad. La IAF hizo despegar a 4 F-4E Phantom II en su búsqueda, que dispararon misiles AIM-7 Sparrow sin ningún éxito; al final el avión enemigo se retiró de escena, burlando la capacidad defensiva de la capital israelí. La Fuerza Aérea Israelí niega este incidente. El 154 se mantuvo en Egipto hasta fines de 1974.
En 1973 la URSS envió 4 MiG-25 para que realizasen un vuelo de reconocimiento sobre el canal de Suez y poder así confirmar la delicada posición de los egipcios frente a las tropas de Israel. Esta confirmación contribuyó al posterior acuerdo de alto el fuego.
En 1974, unos ejemplares de MiG-25 volvieron a operar desde la base oeste de El Cairo, pero esta vez se dedicaron a vigilar la actividad naval de los Estados Unidos en elmar Mediterráneo. Como antes, Sadat se cansó de la presencia soviética y su nula autoridad sobre los MiG-25, y en septiembre de 1975 todos los ejemplares de MiG-25 fueron transportados de vuelta a la URSS en An-22, para operar más tarde desde Siria.

### Irak
En el otoño de 1980, el entonces régimen iraquí de Saddam Hussein compró 24 MiG-25, que llegaron antes de su invasión a Irán. Sin embargo, estas aeronaves, a pesar de volar con colores de la Fuerza Aérea Iraquí, era controladas directamente por los soviéticos, quienes las operaban. Eran consideradas tan valiosas, que incluso su despliegue era protegido por un escuadrón de MiG-23ML y otro de MiG-21MF de la V-VS, dando cobertura a las aeronaves durante su despegue y aterrizaje. Las primeras versiones que llegaron a Irak fueron la P y la RB. Sin embargo, la versión P fue rápidamente modernizada a la versión PDS, con radar Smerch-1B y mejores capacidades en cuanto a aviónica y ECM se refiere. En 1985, los RB fueron modernizados al estándar RBT, mejorando sus capacidades. La flota se dividió en dos partes: una de ellas era operada por soviéticos y alemanes orientales, y la otra por los iraquíes.

#### Guerra entre Irán e Irak
El MiG-25 estuvo en servicio con la Fuerza Aérea Iraquí durante la guerra entre Irán e Irak. La primera acción de los MiG-25 en combate fue el derribo del Gulfstream que llevaba al ministro de Asuntos Exteriores argelino, el 3 de mayo de 1981. Luego se comenzaron a perder aeronaves frente al Grumman F-14 Tomcat. Nueve versiones de la RB y cuatro de la versión PD fueron derribados por la IRIAF a lo largo del conflicto, aunque las cifras varían mucho según la fuente.
En 1981 dos MiG-25 PD fueron derribados por F-14A de la IRIAF, utilizando misiles AIM-54A “Phoenix”. Lo mismo se repitió en el año 82. El último derribo de un MiG-25 fue en 1986, cuando un MiG-25PD dañado en un combate anterior (no está claro si por un misil antiaéreo MIM-23 Hawk o un F-14A) fue rematado por un F-5E utilizando sus cañones de 20 mm.
A pesar de las negativas experiencias iniciales con el Tomcat, los pilotos de MiG-25P/PD fueron mejorando, siendo cada vez más esquivos a los Tomcat y logrando derribos contra otros aviones de la IRIAF, e incluso de otros países. En febrero de 1983, se registró un derribo, no confirmado, de un C-130 de la IRIAF. Luego esta pierde ante los MiG-25 iraquíes un F-4D, el 21 de marzo de 1985, y un F-4E, el 25 de junio, ambos derribados con misiles R-40. Ya en 1986, un MiG-25 PD derriba un EC-130E el 20 de febrero, utilizando un R-40RD y un R-40TD, y otro derriba un RF-4E el 10 de junio, utilizando nuevamente un R-40.
Un MiG-21RF sirio fue derribado por un MiG-25 iraquí, el 20 de octubre de 1986, con un R-40. Existe también, en una fecha cercana a esta, la posibilidad del derribo de un RF-4E de las Fuerzas de Defensa de Israel (IDF), pero esto no está confirmado. En este último caso se dice que el derribo podría haber sido realizado ya por un MiG-25 PDS.
Los MiG-25 RB/RBS no eran operados solamente en misiones de reconocimiento, sino que también de bombardeo sobre objetivos estratégicos en Irán, como la capital Teherán y las instalaciones petrolíferas. Nueve aparatos de estas versiones fueron derribados entre 1982 y 1988. Con el paso de los años, se recibieron nuevas versiones del MiG-25. Llegó la versión BM, la cual se dedicaba al bombardeo y misiones SEAD, empleando el misil antirradar Kh-58U e incluso el Kh-31P. Hacia el final del conflicto los iraquíes lograron desarrollar técnicas de penetración que hacían muy difíciles las intercepciones por parte de la IRIAF, llevando a cabo con gran éxito los bombardeos en territorio iraní, utilizando las versiones RB y luego las BM, aunque hay dudas sobre quién pilotaba estos aviones (casi con seguridad pilotos soviéticos).
Los MiG-25 RB eran muy importantes en su función de reconocimiento. Su gran velocidad, y la experiencia que iba siendo acumulada, les permitía evadir los Tomcat y obtener valiosos datos sobre los movimientos iraníes. Asimismo, realizaban tareas de reconocimiento sobre otros países de la región. Existen informes que afirman que datos iraquíes de inteligencia sobre Irán fueron suministrados por Irak a Estados Unidos, durante una operación combinada entre ambos países entre 1986 y 1988.

#### Guerra del Golfo
A pesar de la inferioridad tecnológica y numérica a la que debió enfrentarse, el MiG-25 demostró nuevamente que era el caza-interceptor más capaz en servicio en la Fuerza Aérea Iraquí. En la primera noche de la guerra, uno de ellos logró evadir a la escolta de un grupo de F/A-18C de la US Navy, y posicionándose de forma favorable respecto de uno de los F-18 Hornet, logró derribarlo con el disparo de un misil R-40. El F/A-18C nunca notó la presencia del MiG-25. Las siguientes acciones en la guerra demostraron que el MiG-25 era el único avión del arsenal iraquí capaz de imponer respeto a las fuerzas aéreas de la coalición.
Durante una misión de intercepción, después de disparar varios misiles sobre un EF-111 de la USAF, un MiG-25 logró que estos abortaran su misión. Esto conllevó a que los F-15 Eagle de la misma fuerza quedaran sin cobertura de guerra EW, con lo cual un Eagle acabó siendo derribado por las defensas antiaéreas iraquíes.
El 19 de enero de 1991, dos días después de que comenzara la operación Tormenta del Desierto, cuatro F-15C Eagle de la USAF fueron alertados por un E-3 Awacs sobre la presencia de dos MiG-25, los cuales cuando se acercaron los F-15 pasaron a volar en formación “pescadilla”, con una separación de 16 kilómetros entre sí. Los Eagles pasaron a la ofensiva, con el líder bloqueando su radar sobre uno de los MiG-25, pero este activó sus ECM, de forma que desaparecieron de las pantallas de los radares de los cazas norteamericanos. Cuando nuevamente hubo señal radar de los MiG-25, estos ya estaban muy cerca, por lo cual pasaron de largo a los cazas de la USAF. Acto seguido comenzó un típico combate de estilo cerrado (en inglés: “dog fight”), durante el cual uno de los pilotos de los aliados logró colocarse “a las 6” del caza iraquí, disparando un AIM-9M. A pesar del blanco inmejorable para un misil IR, dos RBS-15-300 del MiG-25 a plena potencia, el Sidewinder fue desviado por las bengalas disparadas por el MiG-25. Debido a esto, el piloto estadounidense disparó un misil guiado por radar AIM-7M, el cual sí hizo blanco y el piloto se eyectó. Luego el otro MiG-25 fue derribado por un AIM-7M de otro de los F-15.
Otros informes indican enfrentamientos con F/A-18s de la US Navy, donde el desempeño de estos últimos habría dejado bastante que desear.

#### 1992-2003

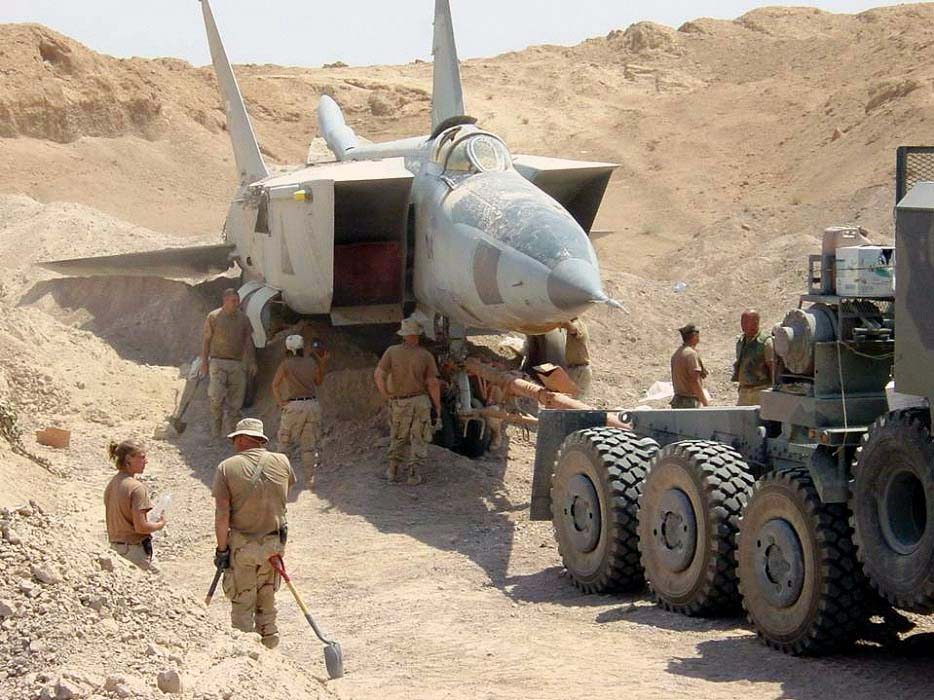
Un MiG-25R Foxbat B Iraquí desenterrado de las arenas de Irak en 2003.

Después de la guerra, en 1993 un MiG-25 fue derribado por un F-16, utilizando un AIM-120 AMRAAM, por violar la zona de exclusión del sur de Irak. En diciembre de 2002, cuatro meses antes de la invasión de Irak de 2003, un MiG-25 iraquí derribó un avión no tripulado (drone) General_Atomics_MQ-1_Predator. Parece que en 1991 el piloto de un MiG-25 huyó a Irán, que habría incorporado la aeronave a su Fuerza Aérea.

### India
La India operó 6 MiG-25 RB y 2 MiG-25 RU en el escuadrón 102 de Bareilly. Estos realizaron a lo largo de su vida operativa numerosos reconocimientos sobre Pakistán de forma totalmente impune. Los aviones llegaron en el año 1981 y operaron hasta el año 2006, cuando fueron retirados del servicio.
Los MiG-25RB indios fueron ampliamente utilizados en los sobrevuelos de la frontera pakistaní, principalmente sobre el disputado territorio de Cachemira. Su utilización más importante fue durante la operación “Vijay” en 1999, donde fueron prácticamente la columna vertebral de los reconocimientos aéreos para detectar la actividad guerrillera en esa región limítrofe. A pesar de que los pakistaníes enviaban sus F-16A Fighting Falcon y Mirage IIIEP para interceptarlos, los cazas pakistaníes nunca lograban su objetivo.

### Kazajistán
El gobierno kazajo habría obtenido 16 MiG-25 como herencia de la URSS. No se dispone de muchos datos sobre el historial y la operatividad de estas aeronaves, aparentemente el MiG-25 fue sustituido por el más liviano caza MiG-29 Fulcrum.

### Libia
Libia fue un usuario importante del MiG-25, ya que importó 96 interceptores MiG-25PD, entrenadores MiG-25PU y aviones de reconocimiento MiG-25RBK a finales de los 70 y principios de los 80.

#### Enfrentamiento con la Marina de Estados Unidos
En agosto de 1981 comenzaron las escaramuzas entre los MiG-25PD y MiG-25 RB de la LARAF con los F-14 y F-4 de la Armada estadounidense (US Navy). Además de los MiG-25, Libia utilizaría para estas misiones a los MiG-23MS, Su-20M, Su-22M y Mirage F1E. La situación permaneció tensa durante el 18 y 19 de agosto, perdiendo, la LARAF, dos Sukhoi Su-22 en manos de los Tomcat estadounidenses, el día 19. Este hecho conllevó a que los MiG-25 se enfrentaran a F-14 Tomcat. Dos MiG-25 despegaron con armamento completo (2 R-40 y 4 R-60). Después de agresivas maniobras de parte de los MiG-25 PD y los F-14 A, en las cuales los F-14 varias veces detectaron y “engancharon” con sus radares a los MiG-25, estos lograron regresar a su base sin inconvenientes.
En 1985-86 sucedieron diversas interceptaciones por parte de los cazas de la US Navy cuando los aviones de la LARAF se acercaban al grupo de combate de portaaviones de la VI flota. El incidente que más importante fue el protagonizado por dos MiG-25PD y dos F-14A el 26 de marzo de 1986.
Los MiG-25 se dirigían a las cercanías del grupo de combate de la US Navy, y fueron detectados por un E-2C, el cual llamó a dos F-14 Tomcat para que realizaran la interceptación. Con esta ventaja los F-14 lograron posicionarse de mejor forma que los cazas libios. Seguido a esto se produjo un auténtico combate aéreo cerrado (dog fight), con los cazas maniobrando agresivamente. Los MiG-25 buscaron intensamente una solución de tiro y no la encontraron. Los cazas fueron pasando a niveles menores de altitud, y cuando llegaron a cerca de 1.500 metros, los F-14 lograron posicionarse a las 6 de los MiG-25, pero aún no disponían de la autorización para abrir fuego. Los MiG-25 retrocedieron, pero uno de ellos luego regresó al combate, aunque sin éxito, quedando nuevamente bajo la mira de uno de los F-14, el cual sin embargo no disparó.
Finalmente se retiraron los MiG-25, pero este incidente tuvo consecuencias, pues aparentemente, durante las maniobras, los F-14 traspasaron la famosa “línea de la muerte”, una línea virtual que Libia sostenía que separaba sus aguas de las aguas internacionales. Esto llevó al disparo de misiles SA-5 contra los F-14, que no tuvieron éxito pero que derivaron en un combate con graves pérdidas en equipos terrestres y navales para Libia.

#### Guerra de Chad
Ante la falta de oposición aérea, los MiG-25RB fueron los que más vieron acción realizando bombardeos en varias zonas de Chad, e incluso en Sudán.

### Actualidad
Durante los años siguientes, la flota libia MiG-25 fue puesta a tierra, sin mantenimiento. Como los fuselajes del MiG-25 estuvieron en tierra durante varios años, los ataques de la OTAN los perdonaron durante la guerra civil libia (2011).
En 2014 y 2015, las fuerzas libias en el marco del Nuevo Congreso Nacional General controlaron una serie de fuselajes anteriores de LARAF, que se retiraron y almacenaron antes de la guerra civil libia en 2011, entre ellos varios MiG-25. Los técnicos comenzaron a trabajar en algunos de los fuselajes para ponerlos nuevamente en servicio en la lucha contra las fuerzas del gobierno libio internacionalmente reconocidas.
El 6 de mayo de 2015, un MiG-25PU del Nuevo Congreso Nacional General se estrelló cerca de Zintan mientras atacaba el aeropuerto civil controlado por el gobierno libio internacionalmente reconocido que se oponía, el piloto fue expulsado y fue capturado por fuerzas opositoras que también afirmaron que derribaron el avión. El avión puede haber estado en uno de sus primeros vuelos después de reingresar al servicio.

### Siria
Siria adquirió un mínimo de 16 MiG-25 PD, 8 MiG-25 RB y 2 MiG-25 RU en los 70, según Yefim Gordon, aunque en otras fuentes se mencionan totales más elevados. El SIPRI menciona una entrega de 20 Mig 25 P (quizá incluía algún biplaza de entrenamiento RU) entre 1979-80, así cmo 8 RB pedidos en 1981, de los cuales cuatro se sirvieron en 1982 y otros tantos en 1983. Finalmente,15 Mig 25 PD pedidos en 1983 entraron en servicio entre 1984-5. Los aviones pasaron a ser el orgullo de la flota de caza-interceptores  de la Fuerza Aérea Siria. Decir que "los RB lograban volar misiones de reconocimiento sobre Israel de forma impune" es rigurosamente falso, habida cuenta de que la llegada de los F-15 Eagle a Israel se produjo en 1977. 
El 13 de febrero de 1981 dos RF-4E hacen de cebo, violando el espacio aéreo libanés para obtener información sobre la situación del ejército sirio. Este reaccionó enviando dos MiG-25 para interceptarlos. Cuando estos se preparan para disparar los F-4 Phantom II activaron sus equipos ECM y lanzaron bengalas, causando que los MiG-25 quedasen “ciegos”. Mientras tanto dos F-15 abrieron fuego con misiles AIM-7F Sparrow, derribando un MiG-25.
El 29 de julio tuvo lugar el segundo combate sobre el valle de Bekaa. Ambos bandos se intentaron emboscar mutuamente. Siria utilizó MiG-21 escoltados por MiG-25 y los israelíes RF-4E escoltados por Eagles. Mientras varios MiG-21 atraen a uno de los F-15, los MiG-25 se aproximaron desde direcciones diferentes, esto sorprendió al piloto del F-15, que abrió fuego contra uno, sin conseguir abatirlo, pero no pudo evadir los 2 misiles R-40 de otro y fue derribado. Durante las masivas batallas aéreas  libradas sobre el valle de la Bekaa 1982, no participó ningún MiG-25. En el periodo comprendido tras el alto el fuego del 25 de junio, la Fuerza Aérea Siria envió Mig 25RB en misiones de reconocimiento sobre Beirut. Estas finalizaron cuando Israel daño a uno con un misil "Hawk" modificado y lanzado desde lo alto de una colina. El Mig fue rematado por uno de sus F-15A Eagle.
Durante la intervención de Estados Unidos, Francia e Italia en el Líbano, en 1983, los MiG-25 RB realizaron  misiones de reconocimiento, posiblemente utilizando los datos para planificar los ataques contra las fuerzas francesas y americanas.
La primera actividad informada de los aviones MiG-25 de Siria en la guerra civil fue el 8 de febrero de 2014, cuando dos F-16 de la Fuerza Aérea turca se apresuraron a interceptar un MiG-25 sirio que se acercaba a la frontera con Turquía. El 27 de marzo de 2014, se filmó claramente un MiG-25 mientras volaba a mediana altura sobre el campo del este de Hama, posiblemente entregando la bomba al caer al suelo en el mismo vídeo.

### Argelia
Argelia llegó a disponer de 29 MiG-25. Según el SIPRI 9 RB fueron pedidos en 1978, recibiendose entre ese año y el siguiente, momento en el que se compraron otros 20 P de intercepcion; algunas fuentes hablan de pedidos adicionales, aunque no aparece haber evidencia documental de los mismos, al menos hasta ahora. Si consta que los Mig 25 recibieron varias modernizaciones durante su servicio en Argelia. En julio de 2022 fueron retirados de servicio, aunque en diciembre del mismo año volvieron a ser incluidos en el orden de batalla. En agosto de 2023 se retiraron los 20 MiG-25PDS, aunque alguno de estos junto a los  9 de la versión de reconocimiento se mantienen para misiones no determinados. Los MiG-25 argelinos actualmente en inventario iban a ser devueltos a Rusia, por la dificultad de los rusos de encontrar repuestos.
Los MiG-25 volaron misiones de reconocimiento cerca de la costa sur de España. Los aviones volaban a 2500 km/h y los Mirage de las bases de Manises y Los Llanos enviados tras ellos generalmente no podían interceptarlos, aunque la situación cambió con la entrada en servicio de los misiles Matra Super 530F, adquiridos junto a los Mirage F-1 EDA de Catar y de los AMRAAM usados en los F-18AM.

## Variantes

### Prototipos
Ye-155R
Prototipos de reconocimiento. Dos prototipos  (Ye-155R-1 y Ye-155R-2) seguido de cuatro aviones de preproducción equipados con equipos de reconocimiento.
Ye-155P
Prototipos de caza interceptor. Dos prototipos (Ye-155P-1 y Ye-155P02) seguido de nueve aviones de preproducción.
Ye-266
Denominación aplicada a prototipos y aviones de preproducción (Ye-155R-1, Ye-155R-3 yYe-155P-1) utilizados para fines de récord en la documentación oficial a la Fédération Aéronautique Internationale.

### Interceptores
MiG-25P
Avión de caza interceptor todo tiempo monoplaza, alimentado por dos motores turbojet Tumansky R-15B-300, con radar RP-25 Smerch-A1 y armado con 4 misiles aire-aire R-40. Designación OTAN Foxbat-A.
MiG-25PD
Aviones de combate monoplaza interceptor de todo tiempo mejorado, que entró en servicio en 1979. Equipado con motores R-15BD-300 y nuevo radar de pulso doppler N-005 Saphir-25 (RP-25M)  con capacidad de vista y disparo hacia abajo, basado en el radar del MiG-23ML. Podría haber sido armado con 4 misiles aire-aire R-60 reemplazando a dos misiles R-40. Ejemplares finales equipados con un buscador y sistema de rastreo infrarrojo debajo de la proa Designación de la OTAN Foxbat-E.
MiG-25PDS
Actualización de los MiG-25Ps sobrevivientes al estándar MiG-25PD desde 1979. Designación de la OTAN: Foxbat-E.
MiG-25PDSL
Un solo MiG-25PD modificado por adición de equipo de contramedidas electrónicas (ECM).
MiG-25PDZ
Un solo MiG-25PD modificado con sonda retráctil de reabastecimiento en vuelo.
MiG-25M
Dos demostradores (uno convertido de un MiG-25RB y una de un MiG-25PD) con más potentes motores(98.04 kN (22,045 lbf) seco, 129.71 kN (29,166 lbf) con postquemador).
Ye-266M
Denominación aplicada a los MiG-25 M cuando fue utilizado para quebrar récords en 1975 y 1977, incluyendo un récord de altitud absoluta de 37,650 m (123,524 ft) el 31 de agosto de 1977.
Izdelye 99
Dos demostradores para el turbofan Soloviev D-30F usado después en el MiG-31.

### Versiones de reconocimiento y ataque

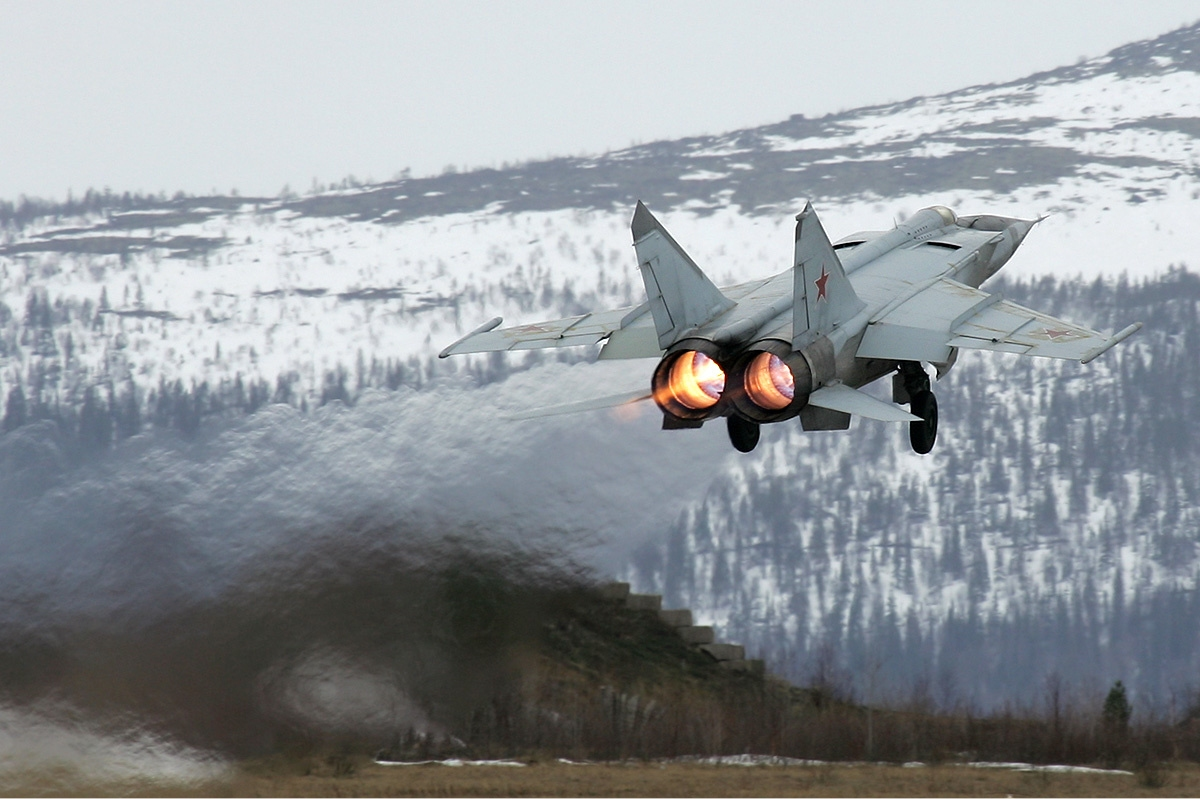
MiG-25RB de la Fuerza Aérea rusa.

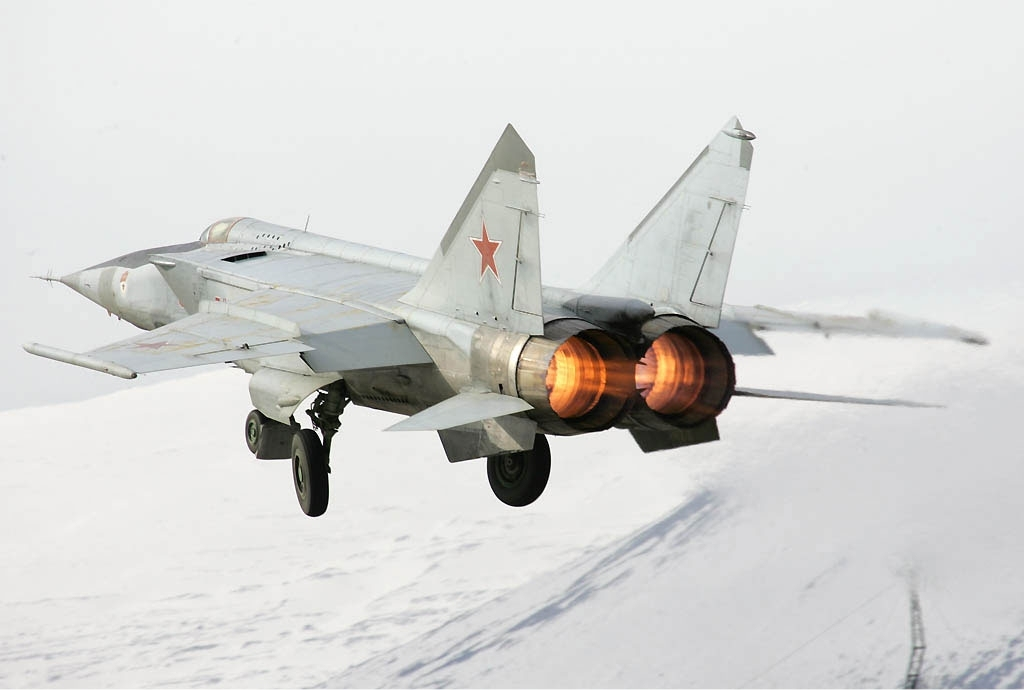
MiG-25RBSde la Fuerza Aérea rusa.

MiG-25R
Avión de reconocimiento monoplaza diurno de gran altitud, equipado con cámaras y equipo ELINT. Nombre clave de la OTAN: Foxbat-B.
MiG-25RB
Derivado monoplaza de reconocimiento bombardero del MiG-25R, equipado con sistemas de reconocimiento mejorado y un sistema automático de bombardeo Peleng. El avión puede transportar una carga de ocho bombas de 500nbsp; kg (1, 102nbsp; lb). Entró en servicio en 1970. Nombre clave de la OTAN: Foxbat-B.
MiG-25RBV
Bombardero monoplaza de reconocimiento modernizado y equipo de Elint revisado (SRS-9 Vraz). Nombre clave de la OTAN: Foxbat-B.
MiG-25RBT
Bombardero de reconocimiento mejorado, con equipo de Tangaz Elint. Nombre clave de la OTAN: Foxbat-B.
MiG-25RBN
Aviones de reconocimiento nocturno, con 10 bombas de fotoflash bajo el fuselaje. Sólo 1 prototipo construido. Nombre clave de la OTAN: Foxbat-B.
MiG-25RR
Conversión de ocho aviones de reconocimiento para la función de muestreo de radiación de gran altitud. Utilizados para supervisar los ensayos nucleares chinos entre 1970 y 1980. Nombre clave de la OTAN: Foxbat-B.
MiG-25RBK
Avión monoplaza sólo para función Elint, con sistema Kub-3 K Elint. Capacidad de bombardeo mantenida pero las cámaras no estaban instaladas. Nombre clave de la OTAN: Foxbat-D.
MiG-25RBF
Conversión del MiG-25RBK con nuevo equipo ELINT Shar-25. Nombre clave de la OTAN: Foxbat-D.
MiG-25RBS
Avión monoplaza de reconocimiento de radar, radar de barrido latera aerotransportado (SLAR) Sabla-E. Cámaras no instaladas pero conserva capacidad de bombardeo. Nombre clave de la OTAN: Foxbat-D.
MiG-25RBSh
MiG-25RBS equipado con un SLAR Shompol de mayor capacidad. Nombre clave de la OTAN: Foxbat-D.
MiG-25BM Foxbat-FAvión monoplaza de supresión de defensas armado con misiles aire-superficie Kh-58 o Kh-31.

### Entrenadores de conversión

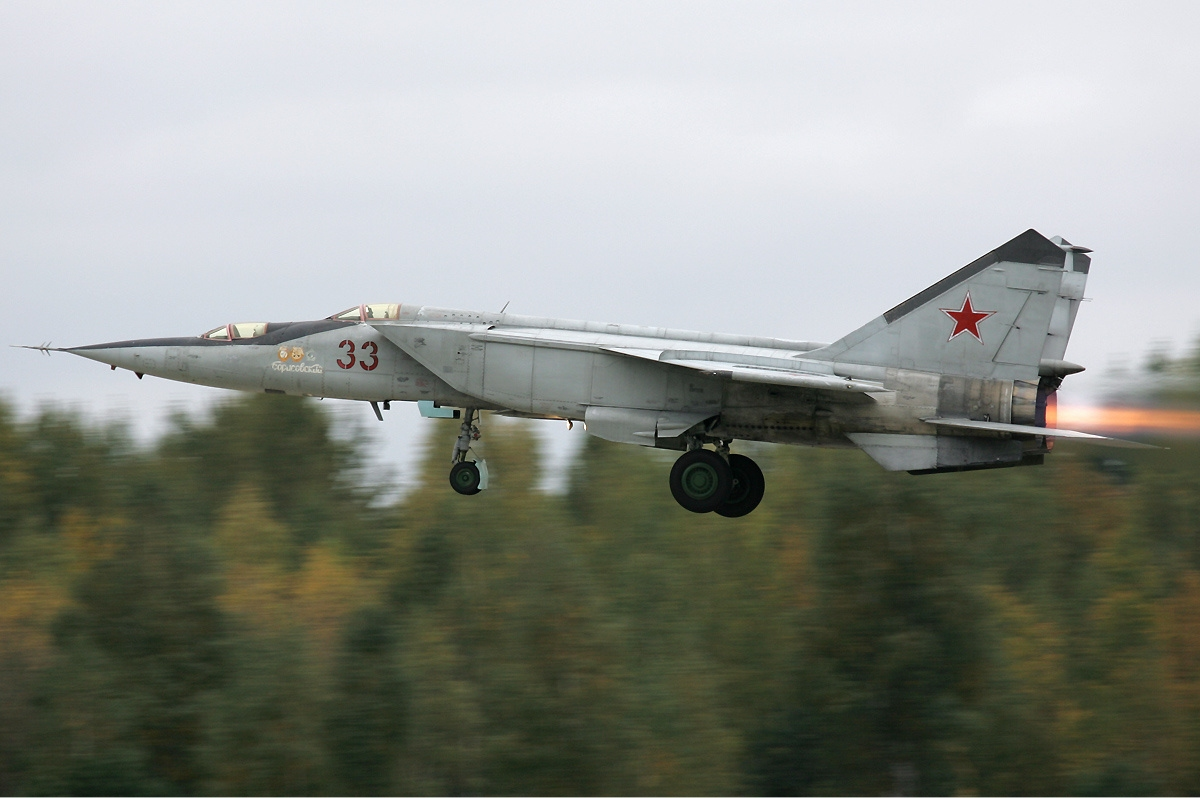
Entrenador MiG-25RU en septiembre de 2008.

MiG-25PU
Entrenador de conversión de dos asientos para interceptores MiG-25P. Equipado con una nueva sección de la nariz con dos cabinas separadas. Ningún radar y sin capacidad de combate. Nombre clave de la OTAN: Foxbat-C.
MiG-25RU
Entrenador de conversión de dos asientos para las versiones de reconocimiento. Equipado con sistema de navegación de MiG-25R. Nombre clave de la OTAN: Foxbat-C.
Ye-133
Designación dada a solo MiG-25PU utilizado por Svetlana Savitskaya para establecer un número de récords para mujeres de velocidad y altura, comenzando en un recorrido de 15 a 25 km con velocidad de 2,683.45 km/h (1.667.47 mph) el 22 de junio de 1975.

## Especificaciones (MiG-25PFoxbat-A)
Referencia datos: The Great Book of Fighters, International Directory of Military Aircraft Combat Aircraft since 1945

### Características generales
- Tripulación: 1 piloto
- Longitud: 19,75 m
- Envergadura: 14,01 m
- Altura: 6,10 m
- Superficie alar: 61,40 m²
- Peso vacío: 20 000 kg
- Peso cargado: 36 720 kg
- Planta motriz: 2× turborreactores con postquemador Tumansky R-15B-300.
  - Empuje normal: 73,5 kN de empuje cada uno.
  - Empuje con postquemador: 100,1 kN de empuje cada uno.

### Rendimiento
- Velocidad máxima operativa (Vno): 

  - A gran altitud: 3600 km/h (2.237 MPH; 1944 kt) (Mach 3,2)
  - A baja altitud: 1200 km/h (746 MPH; 648 kt)
- Alcance: 1730 km (934 nmi; 1075 mi) con combustible interno
- Alcance en ferry: 2575 m (8448 ft)
- Techo de vuelo: 20 700 m (67 913 ft) con cuatro misiles (más de 24 400 m en los modelos RB)
- Régimen de ascenso: 208 m/s (40 944 ft/min)
- Tiempo a altitud: 8,9 min en alcanzar los 20 000 m
- Carga alar: 598 kg/m²
- Empuje/peso: 0,41
- Límites de fuerzas soportadas: 4,5 G

### Armamento
- Puntos de anclaje: 4 pilones subalares para cargar una combinación de:    
  - Misiles: 

    - Misiles aire-aire:
      - 2x R-40R (AA-6 "Acrid"), guiados por radar
      - 2x R-40T, guiados por infrarrojos
      - 2x o 4x R-60 (AA-8 "Aphid"), guiados por infrarrojos
      - Las versiones más modernas son capaces de llevar otros como: 2x R-23/R-24 (AA-7), guiados por radar semiactivo; 2x R-73 (AA-11), guiados por infrarrojos.

    - Misiles aire-superficie:
      - 4x Kh-31 antirradar
      - 4x Kh-58 antirradar

### Aviónica
- Radar RP-25 Smerch
- Radioaltímetro RV-UM o RV-4

### Desarrollos relacionados
- Mikoyan MiG-31

### Aeronaves similares
- Convair F-106 Delta Dart
- Grumman F-14 Tomcat
- Lockheed YF-12
- North American A-5 Vigilante
- North American XF-108 Rapier
- English Electric Lightning
- Saab 35 Draken
- Avro Canada CF-105 Arrow

### Secuencias de designación
- MiG-1 – MiG-3 – MiG-9 –  MiG-15  –  MiG-17  – MiG-19 – MiG-21 – MiG-23 – MiG-25 – MiG-27 – MiG-29 – MiG-31 – MiG-33 – MiG-35